# Pont de Yangluo
Le pont de Yangluo (chinois simplifié : 阳逻长江大桥 ; chinois traditionnel : 陽邏長江大橋 ; pinyin : Yángluó Chángjiāng dàqiáo ; litt. « Pont de Yangluo sur le Yangtsé ») , ou pont de Wuhan Yangluo Yangtze, est un pont qui franchit la rivière Yangtze en République populaire de Chine. Il constitue un tronçon du périphérique de la ville de Wuhan qui est une des principales agglomérations de la Chine Centrale, dans la province du Hubei. Il relie le quartier de Yangluo, dans le district de Xinzhou sur la rive nord au district de Hongshan sur la rive sud, dans la ville de Wuhan.
Avec une portée principale de 1 280 mètres, identique à celle du Golden Gate Bridge construit en 1937, il est le neuvième pont suspendu le plus grand au monde.

## Descriptif
Le pont fait partie d’un complexe routier de près de 10 km de longueur constitué d’un pont suspendu, de viaducs d’approche en poutres continues.
Le pont suspendu est constitué d’une travée principale de 1280 mètres encadrée de deux travées latérales de respectivement 250 m au nord et 440 mètres au sud.

### Pylônes
Les pylônes sud et nord sont en béton armé et sont liaisonnés par des poutres transversales en béton précontraint. Les hauteurs de ces structures sont respectivement de 169,8 m et 163.3 m des contreventements en X constitués de poutres en acier contribuent à rigidifier le tout. 

### Suspension
Les deux câbles de retenue sont espacés de 35m. L’élancement, à savoir le rapport entre la hauteur de la parabole formée par le câble et la portée, est de 1:10,5. 
Dans les travées sud (440 m) et centrale (1280 m), le câble de retenue a un diamètre de 83 cm et est constitué de 154 torons en acier, constitués chacun de 127 fils d'acier de Ø 5.35 mm en parallèle ayant une résistance nominale de 1670 MPa. 
Dans la travée nord, le câble est constitué de 162 torons.

### Tablier
Le tablier est large de 38,5 mètres (incluant un déflecteur de 50 cm de large fixé sur les côtés), le ratio entre la largeur et la profondeur étant 1:12,8. 
Le tablier du pont est constitué d’une dalle orthotrope en acier. Sa structure comprend une plaque supérieure de 14 mm d'épaisseur, une plaque inférieure de 10 mm d'épaisseur et des membrures de 6 mm d'épaisseur en forme de U.

### Massifs d’ancrage
Les fondations du massif d’ancrage en rive sud se sont avérées difficiles. D’une part on ne trouvait qu’à 51 m de profondeur, sous des formations sablo-argileuses et des galets, un sol de fondation constitué de conglomérats et d’autre part, cet ancrage est implanté à 150 m seulement de la digue bordant la rive du fleuve  Yangzi Jiang. 
Des études hydrogéologiques poussées ont été préalablement conduites pour estimer les effets des pompages dans ces formations de perméabilité variable selon les couches entre K = 10-4 m/set K = 10-6 m/s en ordre de grandeur.
Les concepteurs ont alors étudié trois solutions : paroi moulée circulaire, paroi moulée rectangulaire et caissons havés. En raison notamment des risques liés à la présence de sables, et aussi de ses délais d’exécution qui excédaient la durée de la saison sèche, la solution par caissons a été éliminée. C’est la paroi circulaire auto-stable qui a été retenue.
Cet ouvrage présente un diamètre externe de la fondation de 73 m de diamètre, une épaisseur de paroi de 1,5 mètre et une profondeur totale de 54,5 à 61,5 m. Elle a été réalisée au moyen de deux hydrofraises HF1200 Solétanche Bachy appartenant à Bachy Soletanche Group Ltd.
La paroi est prolongée sous son pied par un voile injecté de 10 m de hauteur. Elle est doublée extérieurement par une paroi étanche au coulis de ciment, circulaire également, éloignée de 10 m, encastrée de 0,50 m à 1 m dans le substratum et d’une profondeur moyenne de 51,50 m. Ce dispositif est destiné à limiter les pompages temporaires dans la fouille ainsi que leurs effets à l’extérieur.
Elle est doublée intérieurement par un cuvelage en béton armé, dont l’épaisseur varie par gradins de 1,50 m au sommet jusqu’à 2,50 m en bas. Le cuvelage est exécuté au fur et à mesure du terrassement, par passes descendantes de 3 m
L’exécution de ce puits d’ancrage, le plus profond jamais réalisé en Chine, est considérée comme un succès

## Travaux et coûts
Le total des investissements YYRB s’est élevé à 1,96 milliard de renminbi (CNY), soit environ 240 millions de dollars (USD). Les travaux ont commencé en octobre 2003 et l’ouvrage a été mis en service le 26 décembre 2007